# Helophorus californicus
Helophorus californicus är en skalbaggsart som beskrevs av Ales Smetana 1985. Helophorus californicus ingår i släktet Helophorus och familjen halsrandbaggar. Inga underarter finns listade i Catalogue of Life.